# سبخة سليمان
 سبخة سليمان سبخة بالشمال الشرقي التونسي، تقع بولاية نابل بين جبل بوقرنين وجبل قربص، بين مدينة سليمان وساحل البحر، وتبلغ مساحتها 880 هكتاراً، ويبلغ ارتفاعها بين 0 و 10 م عن سطح البحر. تصب فيها المياه من عدة مجاري مائية وخاصة منها وادي الباي المسمى أيضا بوادي المالح. تقصدها الطيور المائية في فصل الشتاء، كالحذف والنورس.
| سبخة سليمان |